# 小川佳実
小川 佳実（おがわ よしみ、1959年6月23日 - ）は静岡県出身の元サッカー審判員（国際主審）。アジアサッカー連盟 (AFC) 審判部長（レフェリーディレクター）、日本サッカー協会 (JFA) 審判委員長を歴任した。

## 来歴
静岡県立藤枝東高等学校を経て筑波大学体育専門学群に進学。在学中は蹴球部でプレーし、帰郷後高校教諭を務める傍ら、教員チームでもプレーをした。現役引退後審判としての活動を本格化させ、1994年のヤマザキナビスコカップでは決勝の主審も務めた。
1997年3月に教員を辞め、翌月から日本サッカー協会 (JFA) の職員となり、審判部部長代理としてサッカー審判関係の取りまとめに従事（この時の業務負担の兼ね合いから1998年に審判員としての活動から退いている）。後にJFA審判部長となり、プロフェッショナルレフェリー制度の立ち上げに尽力した。
2006年9月からアジアサッカー連盟 (AFC) に出向。国際サッカー評議会 (IFAB) の諮問機関にAFC代表として参加しルール改定に携わったほか、「中東の笛」などと揶揄されることの多かったAFC加盟協会の国際審判員の質の向上に取り組み、AFCレフェリーアカデミーや若手審判員育成のためのフューチャープログラムの立ち上げなどに尽力するなど、2015年までの9年間にわたって活動する。
帰国後の2016年に上川徹の後任としてJFA審判委員長に就任（公益財団法人日本プロサッカーリーグの非常勤理事にも就任）。年に2回程度だった審判委員会の記者会見（メディアブリーフィング）を定期的に行ったり、Jリーグでの実際のレフェリングを討議する配信番組『Jリーグジャッジリプレイ』をスタートさせるなど、審判の試合での判断を積極的にオープンにしていく活動に取り組む。また、J1リーグにビデオ・アシスタント・レフェリー (VAR) の導入も推し進めた。
2020年のJFAの役員交代を機にJFA審判委員長を退任した。

## 挿話
- 三浦知良・三浦泰年兄弟は、静岡学園での教え子だった[3]。
- 現役時代やJFA/AFCで勤務するようになって、他の審判員との食事は意図的に避けていたという。特にAFC時代は「日本人だけがいい思いをしている」と誤解されるのを避けるために、日本人と食事することもなかったという[3]。